# タマ・プロダクション
株式会社タマ・プロダクション（英: TAMA PRODUCTION CO.,LTD.）は、かつて存在した日本のアニメ制作会社。

## 概要
1965年1月、少女漫画家出身のアニメーターの田中英二が作画スタジオのタマ・スタジオとして設立。
1965年放送の『鉄腕アトム』『ジャングル大帝』など、虫プロダクションを皮切りに主にテレビアニメの作画を担当。1967年4月から放送の『マッハGoGoGo』から竜の子プロダクション作品に参加。以後同社の作画下請けを中心として、タツノコ作品に欠かせない存在となった。少女漫画出身の田中の繊細な女性キャラクターには定評があり、特に毎回ゲストヒロインが登場した1969年の『紅三四郎』では全26話中、17本の作画を担当した。タツノコが総作画監督システムを採用した作品でも、タマプロ担当回だけは修正が入らないという信頼関係を築いていた。
1970年1月に株式会社化。1970年代に入ると、仕上げスタッフを立ち上げ、仕上げ業務を行うようになる。1971年の『正義を愛する者 月光仮面』からはナック（現・ICHI）の作品に参加。実制作を担当した1974年放送のナック作品『チャージマン研!』は後年、2000年代半ばになってカルト作品として人気を博する。
1982年に40代半ばで社長の田中英二が死去。以後は田中の実弟の西城隆詞と水村十司がタマプロを代表するアニメーターとして活躍する。社長職は田中英二の弟で西城の兄である田中道哉が引き継いだ。
1989年頃からは撮影、制作スタッフを拡充し自社で行える環境を整えようになると、多数の作品でグロス請けを請け負えるほど成長した。中国のアニメ制作会社である常州金鈴美術制作有限公司とは資本提携を結ぶなど、新たな動きも見せる。同社は自社企画による劇場映画制作が中心であり、テレビシリーズの場合はグロス請けで参加する事が多かった。
1990年代後半から2000年代前半頃にかけては、ディズニー作品やスティーヴン・スピルバーグの会社の作品など、アメリカ大手の合作の下請けが中心となる。2007年時点では資本金1,200万円、従業員30名だったが、2008年に活動を停止。タツノコプロの社長を務めた成嶋弘毅はグループ・タックや東京キッズが倒産するアニメ不況の中で、かつて仲間だったタマプロの人もタクシードライバーやトラック運転手に転業したと2010年に記している。2011年3月9日に、東京地方裁判所より破産手続開始決定を受け倒産した。
「タマプロダクション」とクレジットされることもあった。

## 主な作品

### テレビアニメ
- 国松さまのお通りだい（制作元請：虫プロダクション、仕上、1971-1972年）
- アストロガンガー（制作元請：ナック、制作協力、1972-1973年）
- チャージマン研!（制作元請：ナック、制作協力、1974年）
- タイムパトロール隊オタスケマン（制作元請：タツノコプロ、各話制作協力、1980年-1981年）
- イタダキマン（制作元請：タツノコプロ、各話制作協力、1983年）
- 光の伝説（制作元請：タツノコプロ、各話制作協力、1986年）
- Rambo: The Force of Freedom（制作元請：ルビー・スピアーズ、各話制作協力、1986年[17]）
- 赤い光弾ジリオン（制作元請：タツノコプロ、各話制作協力、1987年)
- がんばれ!盲導犬サーブ（1988年）
- ダーク・ウォーター（制作元請：ハンナ・バーベラ・プロダクション、各話制作協力、1991年）
- リトル・マーメイド（制作元請：ウォルト・ディズニー・アニメーション・ジャパン、各話制作協力、1992年-1994年）
- アラジンの大冒険（制作元請：ウォルト・ディズニー・アニメーション・ジャパン、各話制作協力、1994年-1995年）
- ガーゴイルズ（制作元請：ウォルト・ディズニー・アニメーション・ジャパン、各話制作協力、1994年-1997年）
- THRILLSEEKER　PUTT 'N' PERISH（制作元請：ハンナ・バーベラ・プロダクション、アニメーション担当、1999年/日本放送は2001年5月4日[18]）
- 陽だまりの樹（制作元請：マッドハウス、各話制作協力、2000年）
- はじめの一歩（制作元請：マッドハウス、各話制作協力、2000年-2002年）
- よばれてとびでて!アクビちゃん（制作元請：タツノコプロ、各話制作協力、2001年-2002年）
- Static Shock（制作元請：ワーナー・ブラザース・アニメーション、各話制作協力、2002年-2003年）
- FIRESTORM（制作元請：トランス・アーツ、制作協力、2003年）
- ブラック・ジャック スペシャル 〜命をめぐる4つの奇跡〜（制作元請：手塚プロダクション、パート制作協力、2003年）
- まっすぐにいこう。（制作元請：ゆめ太カンパニー、各話制作協力、2004年）
- 遙かなる時空の中で-八葉抄-（制作元請：ゆめ太カンパニー、各話制作協力、2004年）
- お伽草子（制作元請：Production I.G、各話制作協力、2004年）
- 愛してるぜベイベ★★（制作元請：トムス・エンタテインメント、各話制作協力、2004年）
- エンジェル・ハート（制作元請：トムス・エンタテインメント、各話制作協力、2005年-2006年）
- 爆球Hit! クラッシュビーダマン（制作元請：日本アニメディア、各話制作協力、2006年）
- おねがいマイメロディ 〜くるくるシャッフル!〜（制作元請：スタジオコメット、各話制作協力、2006年-2007年）
- ひまわりっ!（制作元請：アームス、各話制作協力、2006年）
- ARIA The NATURAL（制作元請：ハルフィルムメーカー、各話制作協力、2006年）
- BLACK LAGOON（制作元請：マッドハウス、各話制作協力、2006年）
- 太陽の黙示録（制作元請：マッドハウス、制作協力、2006年）
- DEATH NOTE（制作元請：マッドハウス、各話制作協力、2006年-2007年）
- TOKYO TRIBE2（制作元請：マッドハウス、各話制作協力、2006年-2007年）
- レ・ミゼラブル 少女コゼット（制作元請：日本アニメーション、各話制作協力、2007年）
- 英國戀物語エマ 第二幕（制作元請：亜細亜堂、各話制作協力、2007年）
- 鋼鉄三国志（制作元請：ピクチャーマジック、各話協力スタジオ、2007年）
- 遙かなる時空の中で3 紅の月（制作元請：ゆめ太カンパニー、制作協力、2007年）
- ヤッターマン（制作元請：タツノコプロ、各話制作協力、2008年）
- ネオ アンジェリーク Abyss（制作元請：ゆめ太カンパニー、各話制作協力、2008年）

### 劇場アニメ
- オーディーン 光子帆船スターライト（1985年）
- 5等になりたい。（1995年）
- 地球が動いた日（1997年）
- ティガー・ムービー プーさんの贈りもの（2000年）
- 夢かける高原 清里の父 ポール・ラッシュ（制作元請：マジックバス、制作協力、2002年）
- エイト・クレイジー・ナイツ 〜最低男のハッピー・ハヌカ〜（制作元請：ハッピー・マディソン・プロダクション、制作協力、2002年）
- 大ちゃん、だいすき。（2007年）※設立40周年記念作品

### OVA
- Alvin and the Chipmunks Meet Frankenstein（制作元請：ユニバーサル・カートゥーン・スタジオ、制作協力、1999年）
- アメリカ物語 ファイベル/ナイトモンスターを追え! （制作元請：ユニバーサル・カートゥーン・スタジオ、制作協力、2000年）
- アルビンとチップマンクス/狼男にご用心!（制作元請：ユニバーサル・カートゥーン・スタジオ、制作協力、2000年）
- ヨセフ物語 〜夢の力〜（制作元請：ドリームワークス・アニメーション、制作協力、2000年）
- 遙かなる時空の中で2-白き龍の神子- （制作元請：ゆめ太カンパニー、各話制作協力、2005年）

### 作画担当作品
テレビアニメ
- 海のトリトン（1972年、1979年）
- ワンサくん（1973年）
- 宇宙の騎士テッカマン（1975年）
- 銀魂 （2006年-2010年）
- ゼロの使い魔 （2006年）
- コードギアス 反逆のルルーシュ （2006年-2007年）
- 天元突破グレンラガン （2007年）
- ぼくらの （2007年）
- ロミオ×ジュリエット （2007年）
- 魔法少女リリカルなのはStrikerS （2007年）
- ロザリオとバンパイア （2008年）
- ブラスレイター （2008年）

ビデオゲーム
- レイディアントシルバーガン （制作元請：Gonzo、アニメーションムービー：デジタルペイント：ストーリーモード、1998年）

## 関連人物
- 新田義方
- 西城隆詞
- 水村十司
- 鈴木信一 - 独立し、アニメ工房婆娑羅を設立。
- 水城まさひと
- 後藤隆幸
- 山口聰
- 岸義之 - 高校卒業後、9年間在籍[19]
- 須田正己 - 半年ほど在籍[20]